# 테코필라에아과
테코필라에아과(Tecophilaeaceae)는 속씨식물과의 일종으로 외떡잎식물군의 비짜루목으로 분류된다.
이 과는 최근에야 분류학자들에게 인정되었다. 2009년의 APG III 분류 체계(1998년판 및 2003년판에서 바뀌지 않음)는 이 과를 인정했다. 이 과에는 10개 이내의 속에 수 십여 종이 속해 있으며, 아프리카와 남아메리카 그리고 북아메리카에 자생한다. 이 분류에는 키아나스트룸속(Cyanastrum)도 포함되는 데, 이 속은 종종 별도의 키아나스트룸과로 취급하기도 한다.

## 하위 속
- Conanthera
- Cyanastrum
- Cyanella
- Kabuyea
- Lanaria
- Odontostomum
- Tecophilaea
- Walleria
- Zephyra